# まぼちゃん旅行記
『まぼちゃん旅行記』（まぼちゃんりょこうき）は、勝川克志作の漫画作品。
『少年キング』（少年画報社）に1982年14 - 17号まで連載。勝川にとって初の週刊連載であるが、週刊誌のペースのきつさを理由に、全4話で完結した。単行本は1986年にヒット出版より全1巻で発行。
『まぼろしまぼちゃん』のタイトルでテレビアニメ化もされた。

## 収録作品
- まぼちゃん旅行記
- 兄の行方
- 地底少年
- ぼくの時間旅行
- みっちゃんの不思議な放課後
- 一度死んだ男
- ドラゴン党のアジト

## ストーリー
幻まぼ太は、石化菌の発生した蛇リンゴを食べて、石化病になってしまった両親の治療手段を探すため、異世界のジタンファ国に旅立つ。

## 登場人物
幻まぼ太（まぼろしまぼた）（声優：江森浩子）
主人公。通称まぼちゃん。日本の東久留米在住。石化病になってしまった両親を治療するため、異世界のジタンファ国へ旅立つ。クラブで鍛えた弓矢の腕前と、機転の利く頭脳で困難を打開する。
幻むむ子（まぼろしむむこ）（声優：坂本千夏）
まぼ太の妹。両親を見るために家に残るが、後に兄からの要請を受けてジタンファ国に遅れてやってくる。
幻博也・幻久子（まぼろしひろや・まぼろしひさこ）（声優：田中和実・松井摩味）
まぼ太とむむ子の両親。数百年に一度、野生の蛇リンゴに発生する石化菌のために、石化病となってしまう。本人達の提案で、物置で漬物石の代わりになり、横向きになってテレビを見ている。
幻仁佐衛門（まぼろしにざえもん）（声優：塩屋浩三）
江戸時代の町医者で、まぼ太とむむ子の先祖に当たる。未来の世界へ行くために「分解冬眠印籠」を発明し、その中で300年間眠っていたところを、石化病の治療法を探していたまぼ太に発見された。まぼ太に石化病の治療法があるかもしれないと、ジタンファ国への旅立ちを促す。後にむむ子と共にジタンファ国に助っ人に現れ、さまざまな発明品でまぼ太を助ける。
装置の不具合からか上半身のみが巨大に修復されてしまい、霊魂と誤解されるような姿になっている。また、5分以上起きていられない。
みみ子（声優：小山裕香）
通称みみちゃん。ジタンファ国のヴァイオリン村に住む少女。ヴァイオリン村の住人の特徴として、猫の頭部のような頭髪と尻尾を持つ姿をしている。ヴァイオリンの腕が立つために、音楽好きの怪物「月の光」にさらわれ、体を溶かされレコードにされてしまう。まぼ太によって助け出され、旅に同行することになる。一度魔法にかかったためか、ヴァイオリンを弾くと体から月の光を発することができるようになる。

### アニメオリジナルの登場人物
椿ちゃん（声優：本多知恵子）
モコちゃん（声優：江川央生）
パルル（声優：久川綾）
（声優：三石琴乃）
渡りブタ（声優：田中一成）

## まぼろしまぼちゃん
1992年4月17日から9月25日までフジテレビ系一部放送局などで放送された。全24話。
物語のきっかけ、最終目的などは原作と同様だが、原作の話数が少ないためか、勝川の他の作品からのエピソードを流用・改変した回が多く、またアニメオリジナルのキャラクター・設定の導入などにより、原作とは大幅に異なる内容となっている。
DVDの発売はされていない。

### スタッフ
- 原作：勝川克志
- 企画：清水賢治（フジテレビ）
- 監督：石踊宏
- アニメーションキャラクター・総作画監督：金沢比呂司
- シリーズ構成：山田隆司
- 美術監督：松本真奈美、稲葉靖之
- 撮影監督：森下成一
- 音響監督：三間雅文
- 音楽：辻陽
- 編集：岡安肇
- プロデューサー：和田実（フジテレビ）、茂垣弘道（コメット）
- 編集：岡安プロモーション
- タイトル：マキ・プロ
- OPアニメーション：大宅幸男
- 現像：東京現像所
- 制作担当：小松悦子
- 文芸進行：大金正一
- 広報：川崎悦子（フジテレビ）
- 音響制作：青二企画
- 録音：ニュージャパンスタジオ
- 調整：村田弘之
- 効果：依田安文
- 制作：フジテレビ、スタジオコメット

### 主題歌
オープニングテーマ「タイムマシンにおねがい」
作詞 - 松山猛 / 作曲 - 加藤和彦 / 歌 - サディスティック・ミカ・バンド
エンディングテーマ「サイクリング・ブギ」
作詞 - つのだ☆ひろ / 作曲 - 加藤和彦 / 歌 - サディスティック・ミカ・バンド

### 放映リスト
| 話数 | サブタイトル         | 脚本     | 絵コンテ   | 演出         | 作画監督   | 放映日         |
| ---- | -------------------- | -------- | ---------- | ------------ | ---------- | -------------- |
| 1    | ジタンファへの旅だち | 山田隆司 | 石踊宏     | 石踊宏       | 金沢比呂司 | 1992年 4月17日 |
| 2    | 月の光とヴァイオリン | 山田隆司 | 石踊宏     | 山崎友正     | －         | 4月24日        |
| 3    | 暗闇ライト           | 丸尾みほ | 葛谷直行   | 葛谷直行     | 金沢比呂司 | 5月1日         |
| 4    | マシンガン娘椿ちゃん | 富田祐弘 | 藤川茂     | 藤川茂       | 大宅幸男   | 5月8日         |
| 5    | 鉛筆村の顔どろぼう   | 岸間信明 | 三沢伸     | 三沢伸       | 金沢比呂司 | 5月15日        |
| 6    | ミミちゃんがふたり?! | 山田隆司 | 湖山禎崇   | 湖山禎崇     | 野田康行   | 5月22日        |
| 7    | 荒野のちびっ子保安官 | 丸尾みほ | 上田しげる | 上田しげる   | アベ正己   | 5月29日        |
| 8    | 人魚姫と巨大海ヘビ   | 富田祐弘 | 石踊宏     | 石踊宏       | 金沢比呂司 | 6月5日         |
| 9    | 氷魔はギャルが好き!? | 岸間信明 | 新田義方   | 新田義方     | 金沢比呂司 | 6月12日        |
| 10   | ギャンブル村の大勝負 | 山田隆司 | 藤川茂     | 藤川茂       | 大宅幸男   | 6月19日        |
| 11   | 丸・四角・三角       | 丸尾みほ | 湖山禎崇   | 湖山禎崇     | 金沢比呂司 | 6月26日        |
| 12   | タイムマシンにお願い | 富田祐弘 | 横山裕一郎 | うえだしげる | アベ正己   | 7月3日         |
| 13   | 世にも奇妙な二人旅   | 岸間信明 | 葛谷直行   | 葛谷直行     | 野田康行   | 7月10日        |
| 14   | じいちゃんの初恋物語 | 山田隆司 | 生頼昭憲   | 生頼昭憲     | 大宅幸男   | 7月17日        |
| 15   | モコちゃんの子守唄   | 丸尾みほ | 湖山禎崇   | 湖山禎崇     | 金沢比呂司 | 7月24日        |
| 16   | 失われた色の村       | 富田祐弘 | 藤川茂     | 藤川茂       | 金沢比呂司 | 7月31日        |
| 17   | 翔べ!!鳥人トリ丸くん | 岸間信明 | 横山裕一郎 | 葛谷直行     | アベ正己   | 8月7日         |
| 18   | 瞳の中のフランシーヌ | 山田隆司 | 三沢伸     | 三沢伸       | 野田康行   | 8月14日        |
| 19   | 伝説の士魚           | 丸尾みほ | 生頼昭憲   | 生頼昭憲     | 大宅幸男   | 8月21日        |
| 20   | めぐり逢いの子守唄   | 富田祐弘 | 湖山禎崇   | 湖山禎崇     | 金沢比呂司 | 8月28日        |
| 21   | 魔法VS忍法大合戦!!   | 岸間信明 | 藤川茂     | 藤川茂       | 金沢比呂司 | 9月4日         |
| 22   | 大竜王目ざめる!!     | 丸尾みほ | 横山裕一郎 | 金子伸吾     | アベ正己   | 9月11日        |
| 23   | 12の動物人形の奇跡   | 富田祐弘 | 藤川茂     | 藤川茂       | 野田康行   | 9月18日        |
| 24   | さよならジタンファ国 | 山田隆司 | 石踊宏     | 石踊宏       | 大宅幸男   | 9月25日        |

### ネット局
放送局名・系列は放送当時のもの。
| 放送地域   | 放送局     | 放送日時                                                | 放送系列       | 備考 |
| ---------- | ---------- | ------------------------------------------------------- | -------------- | --- |
| 関東広域圏 | フジテレビ | 金曜 16:00 - 16:30                                      | フジテレビ系列 | 制作局                                                                                                  |
| 山形県     | 山形テレビ | 月曜 19:00 - 19:30                                      | フジテレビ系列 | 本放送終了後、1993年1月から3月29日までに放映。                                                          |
| 長野県     | 長野放送   | 月曜 16:00 - 16:30                                      | フジテレビ系列 | 本放送終了後、1993年3月頃に放映。 近県のFNS系局の新潟総合テレビや富山テレビ放送や東海テレビでは未放映。 |
| 福井県     | 福井テレビ | 月曜 16:25 - 16:55 → 木曜・金曜・月曜・火曜 6:05 - 6:35 | フジテレビ系列 | 本放送終了後、1992年10月19日から1993年3月30日までに放映。                                               |
| 山梨県     | テレビ山梨 | 水曜 15:55 - 16:25                                      | TBS系列        | フジテレビ本放送より遅れネット。近県のFNS系局のテレビ静岡では未放映。                                   |
| 兵庫県     | サンテレビ | 不明                                                    | 独立局         | 関西テレビでは未放映。                                                                                  |
| 山口県     | テレビ山口 | 木曜 17:00 - 17:30                                      | TBS系列        | 近県のフジテレビ系フルネット局のテレビ新広島、山陰中央テレビ、テレビ西日本では未放映。                  |
| 愛媛県     | テレビ愛媛 | 月曜 - 金曜 7:30 - 7:55                                 | フジテレビ系列 | 本放送終了後、1993年6月15日から7月19日までに放映。                                                      |
| 熊本県     | テレビ熊本 | 金曜 16:00 - 16:30                                      | フジテレビ系列 | 本放送終了後、1993年9月3日までに放映。                                                                  |

| フジテレビ 金曜16:00枠                | フジテレビ 金曜16:00枠 | フジテレビ 金曜16:00枠                     |
| 前番組                                | 番組名                 | 次番組                                     |
| ------------------------------------- | ---------------------- | ------------------------------------------ |
| ハイスクールミステリー学園七不思議    | まぼろしまぼちゃん     | ハイスクール!奇面組（再放送） ※月曜〜金曜  |
| フジテレビ スタジオコメット制作アニメ |                        |                                            |
| ハイスクールミステリー学園七不思議    | まぼろしまぼちゃん     | ツヨシしっかりしなさい ※日曜18：00枠に移動 |